# バンゴール海軍潜水艦基地
バンゴール海軍潜水艦基地（バンゴールかいぐんせんすいかんきち、Naval Submarine Base Bangor）は、かつてのアメリカ海軍の潜水艦基地。ブレマートン海軍施設とともに、2004年にキトサップ海軍基地に併合された。

## 歴史
バンゴール基地の歴史は1942年、第2次世界大戦におけるアジア・太平洋戦線向けの弾薬集積・船積み施設として始まった。恒久的な海軍基地として拡張するために、バンゴール近郊のフッド水道に面した7676エーカー（3100ヘクタール）の土地を海軍は約1870万ドルで購入した。海軍の弾薬集積所は1944年6月5日に建設開始に向けて設立され、1945年1月に運用を開始した。
第2次世界大戦の始まりから、朝鮮戦争およびベトナム戦争を経て1973年1月まで、バンゴール別館（the Bangor Annex）は、国外への通常兵器発送に責任を覆う海軍弾薬庫としての任務を継続した。
1973年、海軍は、バンゴール基地をオハイオ級トライデント潜水艦の最初の部隊の母港として選定したことを告示した。1977年2月1日、トライデント潜水艦基地は公式に活性化された。原子力潜水艦に搭載されるトライデント弾道ミサイルの保守、較正、組み立て/検査、予備部品および核弾頭を提供する太平洋戦略兵器施設（SWFPAC）をバンゴール海軍基地は含んでいる。
バンゴール海軍基地は、オハイオ級原子力潜水艦の、アメリカ海軍を通じて最初の配備（1982年8月）を受けた基地である。バンゴールにはオハイオ級の管理部隊として第9潜水艦群第17潜水戦隊が配置されている。第17戦隊の新編は艦の配備に先立つ1981年1月1日だったが、1982年8月にオハイオの配備以後、順次配備が進み、8隻が配備されている。1988年には同基地を母港とするアラバマがオハイオ級として通算100回目の戦略抑止哨戒を実施している。
このオハイオ級潜水艦基地は太平洋艦隊で唯一のものであり、大西洋艦隊におけるキングズベイ海軍潜水艦基地のカウンターパートに相当する。かつてはグアム島のアプラ港にも弾道ミサイル潜水艦の支援基地があったがすでに閉鎖されている。
バンゴール海兵保安部隊大隊（Marine Corps Security Forces Battalion Bangor）は、1978年10月に中隊規模の保安部隊として指定されて以来、弾道ミサイル潜水艦と関連インフラストラクチャの保安に当たっている。

## 基地施設
バンゴール基地はシアトルの西方、ピュージェット湾からさらに枝分かれしたフッド・カナルという細い水道に面して設けられており、総面積は3200万平方メートルに達する。基地の敷地は南北に細長く、北西部分がフッド・カナルに接している。北端にあたる海面に消磁施設があり、そこから南下していくと、まず爆発物取扱桟橋がある。この桟橋は、オハイオ級にトライデントミサイルを積み下ろしする、強固なシェルターつきの埠頭である。さらに南に下るとデルタ埠頭がある。この埠頭は名前の通り三角形をした埠頭で、三角形の2辺のそれぞれに潜水艦が停泊できる。デルタ埠頭から南西に伸びる海岸に沿って進み小さな岬を回り込むと、バンゴール・ドック、さらに支援桟橋がある。海岸沿いの西端にはトライデント準備施設があり、その内陸部は太平洋戦略兵器施設（SWFPAC）が占めている。この一帯ではトライデント・ミサイルの整備・調整が行われている。基地の南端には2つの居住エリアがあり、乗員やその家族らが居住しており、その数はおよそ5100人に達する。これら軍人のほか、基地に雇用される民間人は11000人にのぼり、地元の北キトサップ郡で最大の雇用先であるという。ここにはトライデント訓練施設も設けられており、トライデント・ミサイルとオハイオ級潜水艦の運用と整備に関する教育・訓練が一括して行われている。バンゴールのトライデント訓練施設は、1977年1月に完成し、1978年6月より稼働して、オハイオ級が配備されるより前の1981年7月に全面的に運用に入り、以来新しい乗員の養成や転換訓練、士官教育、支援要員の養成に携わっている。職員は350人、学生は500人で、毎年の延べ学生数は27000人におよび、286の教育課程が週5日3交代で開講されている。
バンゴールの中心機能は無論、オハイオ級の支援基地だが、オハイオ級以外の潜水艦も配備されている。スタージョン級後期建造艦の1隻で、改造されて特殊任務に従事したパーチー（USS Parche, SSN-683、2004年退役）や、Navy SEALs・ROVの運用能力増強改修を受けたシーウルフ級ジミー・カーター（USS Jimmy Carter, SSN-23） がここを母港としている。